# Rajasaurus
Rajasaurus (nghĩa là "thằn lằn vua") là một chi khủng long chân thú thuộc nhóm Abelisauria. Từ năm 1982 tới 1984, hóa thạch của nó được phát hiện bởi Suresh Srivastava của Hội Nghiên cứu Địa chất Ấn Độ (Geological Survey of India - GSI). Rajasaurus được khai quật tại thung lũng sông Narmada tại Rahioli thuộc huyện Kheda của Gujarat, Ấn Độ, phát hiện này được công bố bởi các nhà khoa học Mỹ và Ấn Độ ngày 13 tháng 8 năm 2003.
Nhà cổ sinh vật học Paul Sereno của Đại học Chicago, Jeff Wilson của Đại học Michigan, và Srivastava làm việc cùng nhau để nghiên cứu các hóa thạch sông Narmada. Các hóa thạch là một bộ xương của loài mới Rajasaurus narmadensis, nghĩa là "thằn lằn vua từ Narmada."